# Segundo Serrano
Segundo Ignacio Serrano Serrano (Azogues, 15 de marzo de 1946) es un periodista y político socialista ecuatoriano.

## Biografía
Nació el 15 de marzo de 1946 en Azogues, provincia de Cañar. De orígenes humildes, tuvo que trasladarse a los 12 años a Guayaquil para buscar trabajo. De regreso a Azogues realizó sus estudios secundarios en el colegio Juan Bautista Vásquez y los superiores en la Universidad de Cuenca, donde obtuvo el título de abogado.
Durante su etapa estudiantil terminó preso en varias ocasiones por participar en manifestaciones en contra de la dictadura militar, compartiendo en uno de sus encierros la celda con Jaime Roldós Aguilera, futuro presidente de Ecuador.
Inició su vida política como concejal de Azogues. Posteriormente fue consejero provincial de Cañar.
En las elecciones legislativas de 1986 fue elegido diputado nacional en representación de la provincia de Cañar por el Partido Socialista Ecuatoriano (periodo 1986-1988). En las elecciones legislativas de 1990 fue reelecto al cargo. Durante estos periodos destacan los juicios políticos que emprendió contra Luis Robles Plaza, ministro de gobierno de León Febres-Cordero Ribadeneyra, y Alfredo Vera, ministro de educación de Rodrigo Borja Cevallos, quien fue destituido luego de comprobarse un sobrepecio en la compra de láminas de acero.
En 1992 fue elegido alcalde de Azogues, ocupando el cargo durante dos periodos consecutivos (hasta el 2000).
Para las elecciones legislativas de 2002 fue elegido diputado nacional para un nuevo periodo en representación de Cañar. Al finalizar su tiempo en el legislativo fue certificado como el diputado con mayor cantidad de proyectos de ley presentados en la historia republicana del país.
En 2013 anunció su retiro de la vida política.